# Zoológico de Belize
O Zoológico de Belize e o Centro de Educação Tropical são zoológicos em Belize, localizados a cerca de 29 milhas (47 km) a oeste da Cidade de Belize na Western Highway. Situado em 29 acre(s)s (12 ha), o zoológico foi fundado em 1983 por Sharon Matola. É o lar de mais de 175 animais de cerca de 48 espécies, todas nativas de Belize. O ambiente natural de Belize é deixado totalmente intacto dentro do zoológico. A densa vegetação natural é separada apenas por trilhas de cascalho através da floresta. O Zoológico e Centro Educacional Tropical de Belize recebe mais de 68.000 visitantes anualmente, sendo 15.000 estudantes, professores e pais.
O Zoológico de Belize se concentra em educar os visitantes sobre a vida selvagem de Belize por meio do encontro com os animais em seu habitat natural. O objetivo é incutir apreço e orgulho, e um desejo de proteger e conservar os recursos naturais de Belize. O zoológico recebeu o 9º Prêmio Nacional de Turismo do Conselho de Turismo de Belize, "Prêmio Educacional do Ano" em 2009.

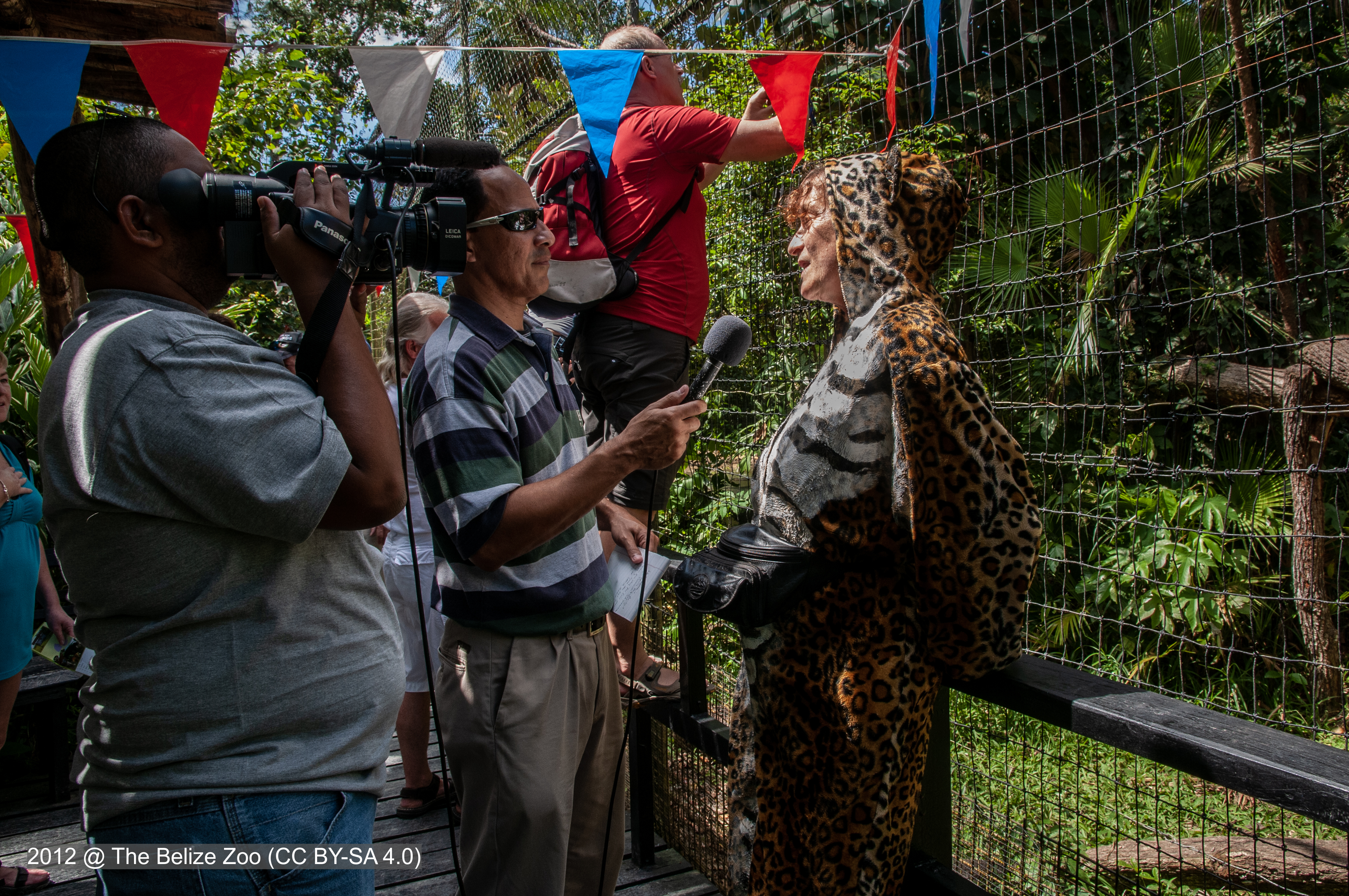
Sharon Matola entrevistada na celebração do 5º aniversário do Junior Buddy no Zoológico de Belize, 21/02/2012

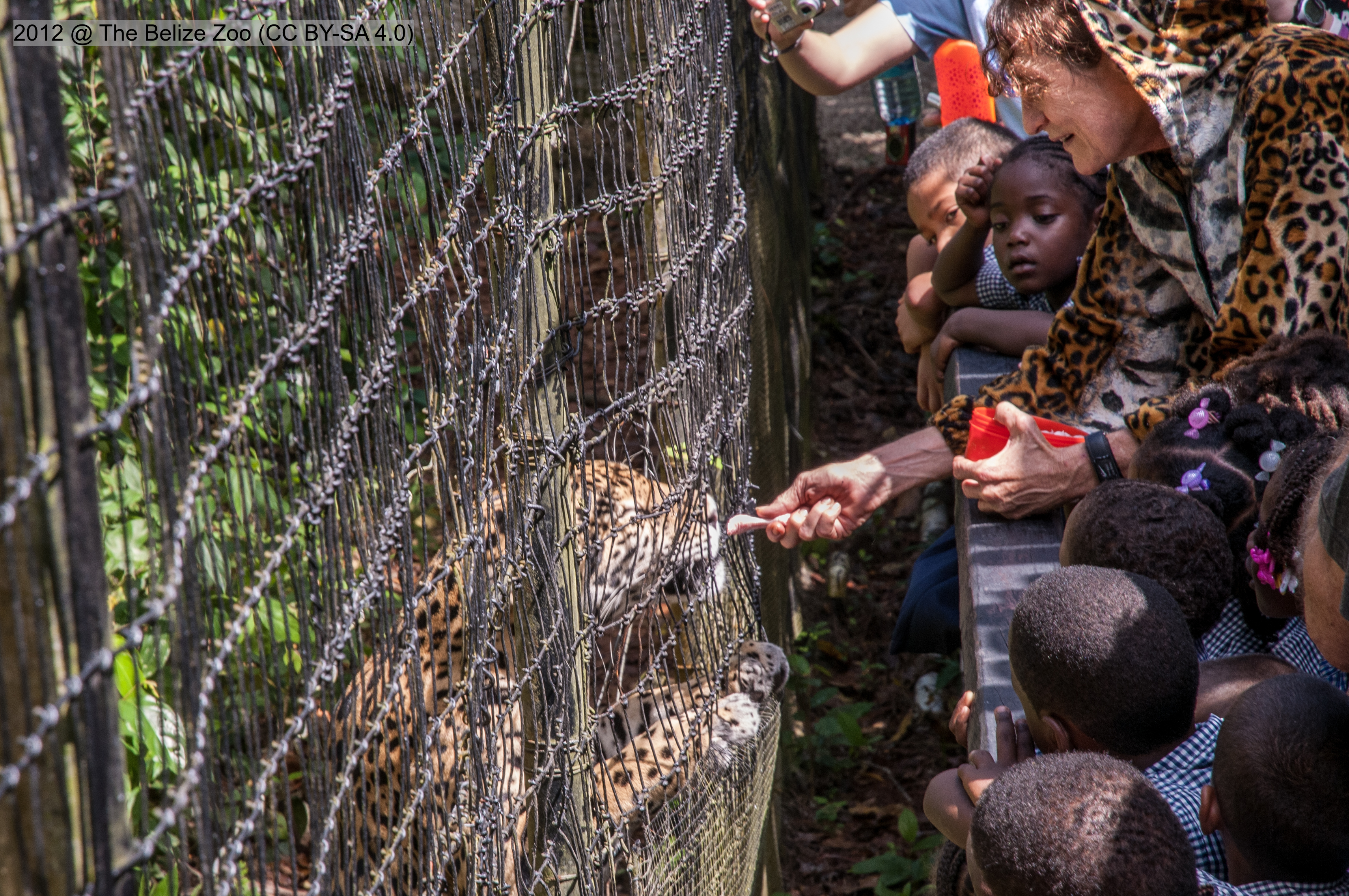
Sharon Matola com crianças na celebração do 5º aniversário do Junior Buddy no Zoológico de Belize, 21/02/2012

## História
Em 1983, uma equipe de produção cinematográfica, liderada pelo diretor de fotografia Richard Foster (que mais tarde se tornou residente de Belize), veio a Belize para criar um documentário intitulado " Selva Verde " (Floresta Verde, em espanhol). Sharon Matola acompanhou a tripulação como assistente e tratadora de animais. No final das filmagens, os fundos se esgotaram e houve um debate sobre o que fazer com os animais agora domesticados. Soltá-los na natureza estava fora de questão, e a eutanásia animal parecia extrema demais. Quando a equipe de filmagem foi embora, Matola ficou com os 17 animais (uma jaguatirica, uma onça-parda, uma onça-pintada e vários pássaros exóticos) e começou um zoológico improvisado, usando os recintos dos animais como exibições, para gerar fundos para seus cuidados. 
Ficou claro que os belizenhos não estavam muito familiarizados com os animais nativos de Belize e tinham muitas ideias erradas e superstições sobre eles. O foco do zoológico então mudou para educar moradores e visitantes sobre a vida selvagem nativa de Belize. Depois de angariar apoio local e doações locais e estrangeiras, o zoológico foi transferido para seu atual local 29 acre(s)s (12 ha) em 1991.
O Zoológico de Belize atualmente abriga mais de 175 indivíduos de 48 espécies nativas de Belize. Mantendo seu objetivo de aproximar os visitantes do patrimônio natural de Belize, o zoológico abriga apenas animais nativos. Nenhum animal de zoológico jamais foi retirado da natureza. Os moradores do zoológico eram animais de estimação de outras pessoas, doados ao zoológico, feridos e trazidos para cura e reabilitação, nascidos no zoológico ou enviados ao zoológico de outra instalação zoológica. 

## Animais

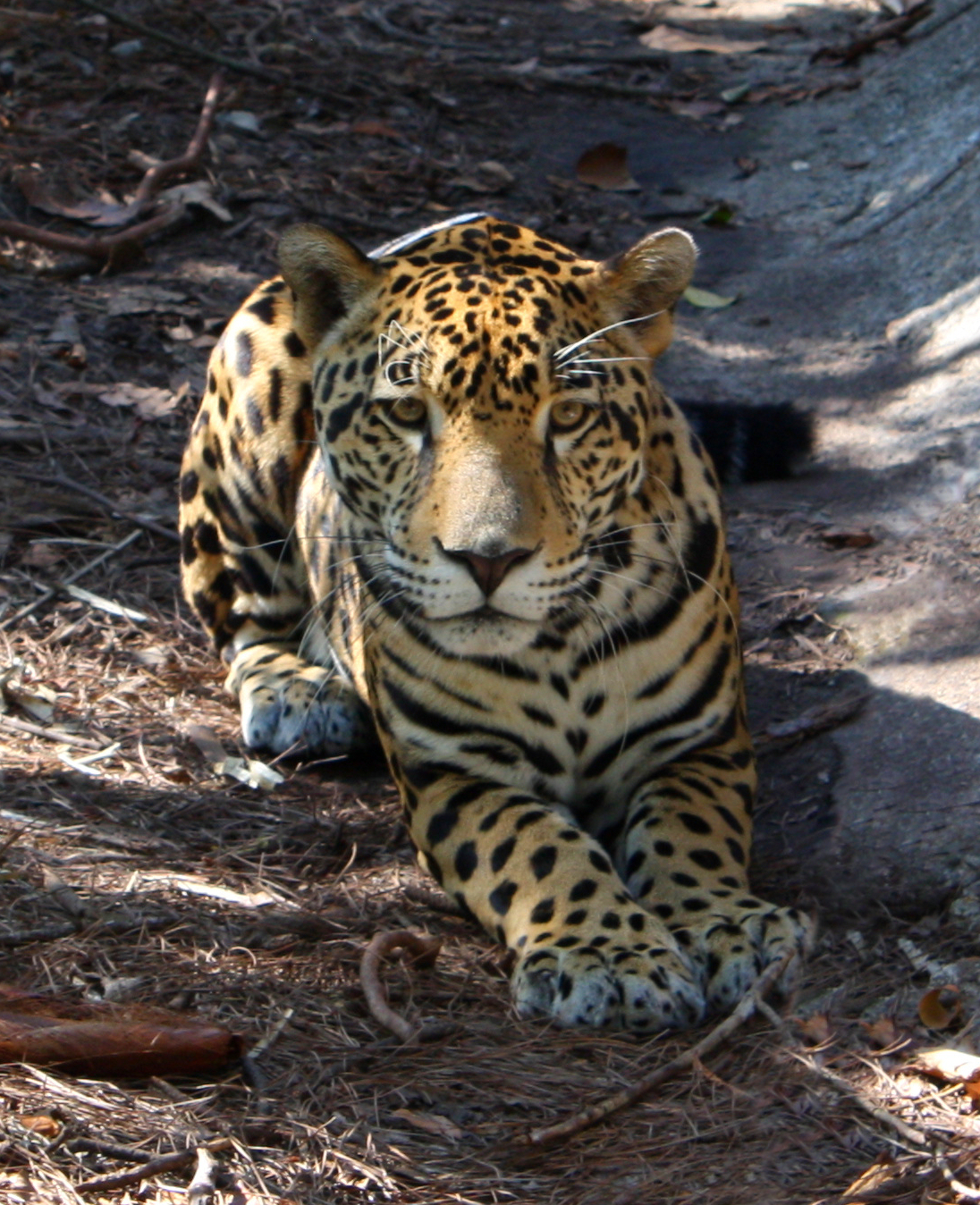
Junior, o jaguar

### Mamíferos
O Zoológico de Belize abriga uma variedade de mamíferos, incluindo o animal nacional de Belize, a anta de Baird, e as cinco espécies de gatos selvagens encontradas em Belize: ( onça-pintada, puma, jaguatirica, gato-maracajá e jaguarundi ). Outros mamíferos incluem veados-de-cauda-branca, veados-mateiro, queixadas, macacos-aranha-de-yucatán, macacos- bugios-pretos, cutias-centro-americanas, pacas-das-planícies, raposas-cinzentas, lontras neotropicais, quatis, juparás e iraras.

### Pássaros
O zoológico conta com diversas espécies de papagaios, corujas e aves de rapina, além de um aviário em área úmida. As aves do zoológico incluem araras vermelhas, papagaios-de-orelha-vermelha, papagaios-de-cabeça-amarela, gaviões-reais, tucanos-de-peito-amarelo, jaburus, gaviões-harpias, urubus-reis, gaviões-pretos, águias-de-asa-ornamentada, corujas-das-torres, corujas-malhadas, jacus-de-crista e mutuns-grandes.

### Répteis
Os répteis do zoológico incluem crocodilos americanos, crocodilos de morelet, jiboias, jararaca-de-lance, iguanas verdes e iguanas negras.

## Encontros com animais

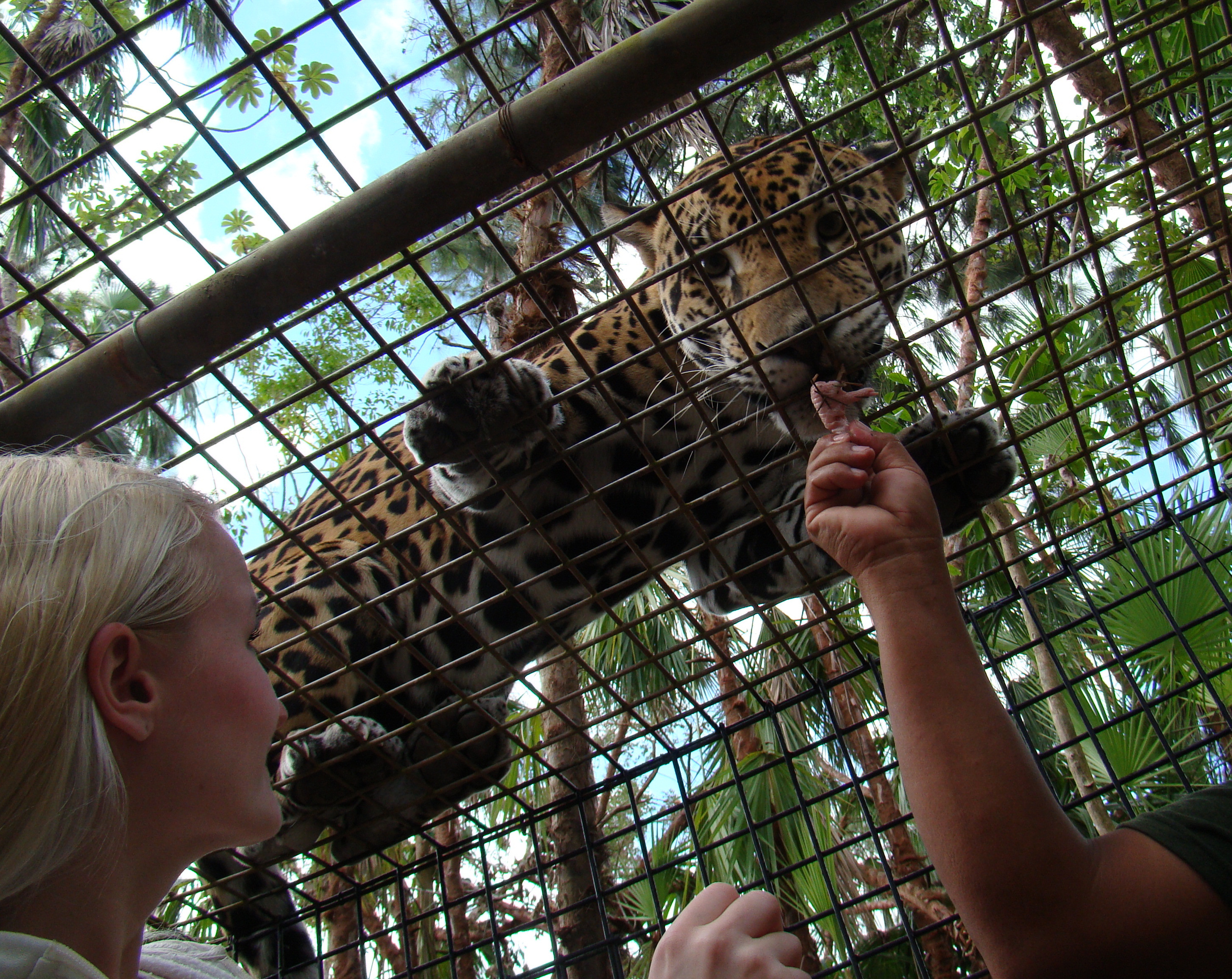
Encontro próximo com onça-pintada no Zoológico de Belize

### Passeio noturno
Além do tradicional passeio diurno ao zoológico, os visitantes podem organizar passeios noturnos para ver a atividade dos animais crepusculares e noturnos. Os animais no passeio incluem antas, onças, maracajás, juparás, crocodilos, queixadas e macacos bugios.

### Encontro com Junior Buddy
"Junior Buddy" é uma jovem onça que nasceu e foi criada no Zoológico de Belize. Como resultado do Programa de Reabilitação Problem Jaguar (sua mãe era uma onça problemática resgatada), Junior foi treinado para fazer vários truques em troca de lanches, uma forma de treinamento de reforço positivo. Os visitantes têm a oportunidade de entrar com segurança em uma gaiola, dentro do recinto de Junior, para conhecê-lo em um nível mais pessoal. O objetivo é promover a valorização e o respeito à espécie onça-pintada.
A história de Junior foi transformada em um livro infantil, a ser publicado e lançado pela Scholastic Corporation, em outubro de 2010. 

## Conservação

### Antas
O Zoológico de Belize é a sede do Grupo de Especialistas em Anta da União Internacional para a Conservação da Natureza (IUCN). 

### Programa de Restauração da Harpia
O zoológico libertou sua 14ª harpia na natureza em 2009. 

### Programa de Reabilitação Problem Jaguar
O zoológico mantém um programa de reabilitação de "onças problemáticas", do qual participam cerca de 10 onças; o objetivo é educar a população local sobre as onças e reduzir o conflito entre fazendeiros locais e onças que podem atacar seus rebanhos. Um "Onça Problemática" ataca repetidamente gado ou animais domésticos e quase sempre está mais velho, ferido ou doente e, portanto, incapaz de competir com outros indivíduos saudáveis por comida e território.  

## Na mídia
- "The Reef...and the Rainforest", um episódio de 1992 da série de televisão Return to the Sea da PBS, inclui uma entrevista com Sharon Matola e imagens do Zoológico de Belize.
- Em 2022, o zoológico apareceu no décimo terceiro episódio do The Amazing Race Australia 6. [4]